# KIID
KIID (1470 AM) é uma estação de rádio licenciada para Sacramento, Califórnia, Estados Unidos. A estação é propriedade da Punjabi American Media LLC.
É simulcast com 1450 AM KOBO (Yuba City), KWRU 1300 AM (Fresno) e KLHC 1350 AM (Bakersfield).